# Тярш
Тярш, Торш, Терш, Тарш, Терши (ингуш. Тӏаьрш) — аул в Джейрахском районе Ингушетии, расположенный на отрогах Скалистого хребта. Ближайшие сёла: на севере — Гули, на юго-западе — Ольгети. Родовое село ингушского тейпа Tӏоаршхой.

## Население
| Год  | Численность |
| ---- | ----------- |
| 1890 | 119 чел     |

## История
Исторически Тярш входило в состав Мецхальского (Фяппинского) общества.
В 1810—1811 гг. по показаниям представителей ингушей в связи с вступлением последних в русское подданство. В ведомости перечислены 13 деревень горной Ингушетии среди них приведен Тарш (Терши) в котором 29 дворов.
По одной из версии Тарская станица своё название получила от имени селения Тарш Мецхальского общества.
Исследователи приводят сведения о том, что в Арзи а также в селениях Тарш, Кельбижти и в местности Махате проводились празднества в честь бога Болом-Дяла.
Крупный башенный аул замкового типа Тарш находится на отроге горы Мат-Лам, где сохранились 3 боевые, 3 полубоевые, 8 жилых башен с различными пристройками и остатки каменных оборонительных стен позднего средневековья. Каждая из боевых башен входила в состав самостоятельных, но тесно взаимосвязанных мощных замковых комплексов.
Из аула Тарш вышли Таршхоевы, Даскиевы, Саутиевы, Дзариевы, Марзабековы, Полиевы, Солсановы, Гудантовы и другие ингушские фамилии.
В 0,3 км южнее от Тарш, на пологом горном склоне, расположен компактной группой некрополь из 7-ми наземных коллективных склепов периода позднего средневековья XVI—XVIII вв. склепы в 1944 году были частично разрушены.
Севернее и север-западнее от Тарш имеются наземные склеповые усыпальницы и позднесредневековый ядрообразный мавзолей с круглым основанием и конусообразным верхом.
В апреле 2025 года на территории башенного комплекса было обнаружено раннемусульманское кладбище, на котором на расстоянии от 1 до 3 метров  располагаются девять стел высотой от 30 до 50 см.